# 特洛伊鎮區 (印地安納州迪卡爾布縣)
特洛伊鎮區（英語：Troy Township）是位於美國印地安納州迪卡爾布縣的一個行政鎮區。

## 地方資料
根據2010年美國人口普查的數據，特洛伊鎮區的面積為39.00平方千米，當中陸地面積為39.00平方千米，而水域面積為0.00平方千米。當地共有人口304人，而人口密度為每平方千米7.79人。